# Clidemia coronata
Clidemia coronata är en tvåhjärtbladig växtart som beskrevs av Henry Allan Gleason. Clidemia coronata ingår i släktet Clidemia och familjen Melastomataceae.
Artens utbredningsområde är Costa Rica. Inga underarter finns listade i Catalogue of Life.